# Byłgarene (obwód Łowecz)
Byłgarene (bułg. Българене) – wieś w północnej Bułgarii, w obwodzie Łowecz, w gminie Łowecz. Według danych Narodowego Instytutu Statystycznego, 31 grudnia 2011 roku wieś liczyła 169 mieszkańców.